# Taylorconcha
Taylorconcha is een geslacht van weekdieren uit de klasse van de Gastropoda (slakken).

## Soorten
- Taylorconcha insperata Hershler, Liu, Frest, Johannes & W. H. Clark, 2006
- Taylorconcha serpenticola Hershler, Frest, Johannes, Bowler & F. G. Thompson, 1994